# Johann Hauptfleisch
Johann Hauptfleisch (* 31. März 1846 in Rautenberg, Mähren; † 10. März 1923, Hausleiten in Niederösterreich) war ein österreichischer Techniker und Pädagoge.

## Leben
Johann Hauptfleisch war nach seinem Studium von 1869 bis 1873 Assistent an der Lehrkanzel für mechanische Technologie an der Technischen Hochschule in Wien. Danach unterrichtete er an der k.k. Bau- und Maschinengewerbeschule Wien I. 1882 wurde er Privatdozent für Maschinen zur Bearbeitung des Holzes, mechanische
Weberei, Appreturmaschinen und Müllerei. 1884 wurde er außerordentlicher Professor für Technologie.
Als Lehrer der Staats-Gewerbeschule in der Schellinggasse erarbeitete er das Bauprogramm für die Werkmeisterschule in Wiener Bezirk Favoriten, die heutige HTL Wien 10, wo er von 1889 bis 1908 der erste Direktor war. Der Gründungsbau der ehemaligen Werkmeisterschule ist heute der denkmalgeschützte Altbau der Bundeshandelsakademie und Bundeshandelsschule Favoriten. Die Verdienste, die er sich um die Entwicklung des gewerblichen Unterrichts erwarb, wurde durch seine Ernennung zum Inspektor für gewerbliche Unterrichtsanstalten maschinenbaulicher Richtung anerkannt.
Von 1907 bis 1913 war er ordentlicher Professor für Technologie an die Technische Hochschule Wien. In einer Abstimmung im Professorenkollegium am 9. März 1910 stimmte er für die Zulassung von Frauen zum Studium an der Technischen Hochschule.

## Publikationen
- Meßwerkzeuge und Instrumente für gewerbliche und wissenschaftliche Zwecke. 1884.
- Über den Zoll auf Textilmaschinen. 1885.
- Über den Stand des gewerblichen Unterrichtswesens in Österreich. 1898.